# Léon Indenbaum
Léon Indenbaum fue un escultor ruso (nacionalizado francés), nacido el 10 de diciembre de 1890 en Tcherikover (Bielorrusia) y fallecido el 29 de septiembre de 1981 en Opio (Alpes Marítimos), donde residía retirado con su hija.

## Datos biográficos

### Infancia y formación

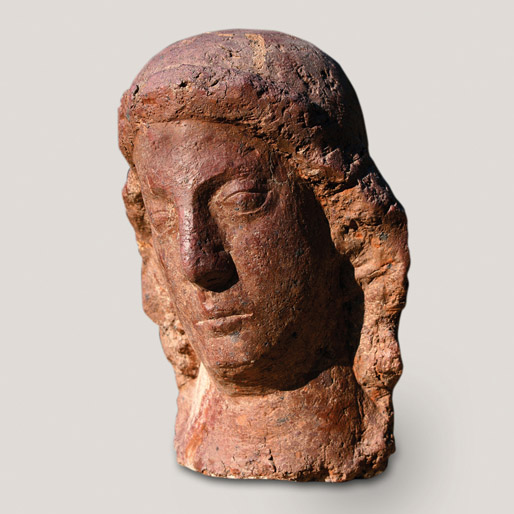
"Tête de femme - Cabeza de mujer" por Indenbaum

Su padre, comerciante de encajes, murió prematuramente y sus cinco hijos fueron dispersados entre los miembros de la familia: su abuelo, apreciado encuadernador, cuidó de él.
El joven Léon cursó estudios hebreos hasta los 12/13 años. Ingresó en una escuela de artesanía tradicional en la que trabajó la madera; destacó por su habilidad y su director le consiguió una beca para unirse a la Escuela de Bellas Artes de Odesa; allí trabajó la talla de madera y el modelado de barro bajo la tutela de un médico amigo de la familia.
Fue admitido en la escuela de artes aplicadas Antonolski en Vilna. 

### En París

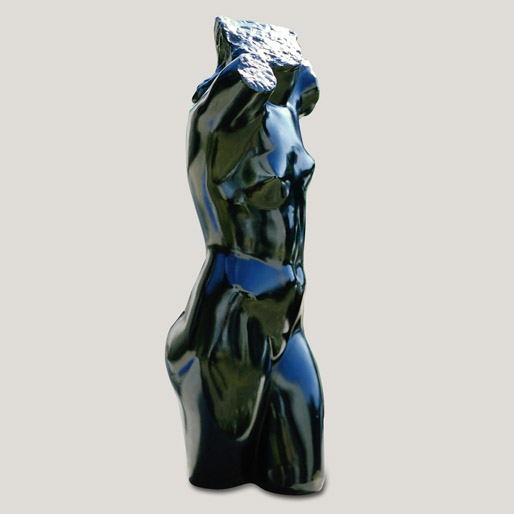
Torse de femme - Torso femenino (1919) de Indenbaum

Como todo joven artista, influido por las tertulias de la época, Léon también aspiraba a conocer París y su atmósfera artística única. Con la ayuda de un ingeniero de Vilna, se las arregló para llegar a la capital francesa, el 22 de marzo de 1911.
Se instaló con sus camaradas en La Colmena - "La Ruche", en el número 2 del Passage de Dantzig. Ocupó un estudio pegado al que ocupaba Marc Chagall.
Trabajó inmerso en este centro, vivero de jóvenes pintores y escultores, muchos de los cuales alcanzaron la fama y que más tarde formaron la Escuela de París : Soutine, Kremegne, Chagall, Kikoïne, Epstein, Zadkine, y posteriormente Modigliani.
De 1911 a 1919, Léon Indenbaum completó su formación artística en el taller del escultor Antoine Bourdelle, en Montparnasse; el maestro manifestó su predilección por la obra de su alumno al que llamó « mon jeune poulain» (mi joven potro). En 1912, expuso tres esculturas de piedra en el Salón de los Independientes. Fue entonces cuando se convirtió en amigo íntimo de Modigliani; este último vivió algún tiempo con su amigo y se benefició de su ayuda, antes de alquilar un estudio adjunto.
Jacques Doucet, el famoso diseñador y coleccionista, fue su primer mecenas. Léon Indenbaum ejecutó para él muchos paneles decorativos; por aquel tiempo también trabajó para el decorador Coard, antes de abandonarle para poder firmar sus propias obras.

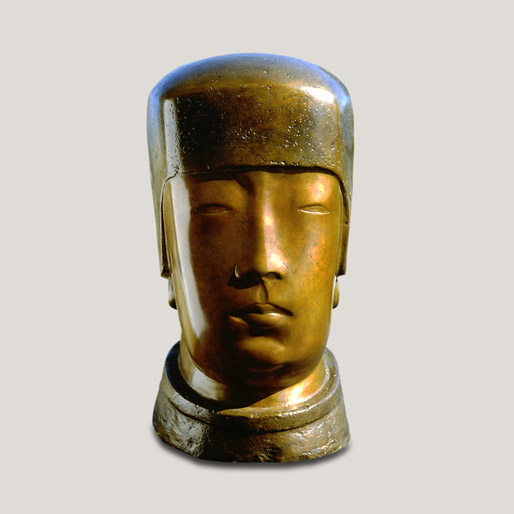
"Tête du peintre FUJITA - Cabeza del pintor Tsuguharu Foujita" (1915) por Indenbaum

En 1925 expuso en los Independientes un busto de chica joven y una mujer acostada labrados en piedra, aclamados por la crítica.
Su trabajo continuó siendo lo primero, Léon se mostró completamente indiferente a la fama, manteniendo la creencia de que un artista no tiene derecho a ser distraído por los "beneficios mundanos" (les « à-côtés mondains »). Pero los clientes, incluyendo los hermanos George y Marcel Bernard, empresarios y coleccionistas, acudían a la puerta de su estudio y le convencían para trabajar para ellos con total libertad material. Pero llegó la crisis de 1929 y los dos banqueros se arruinaron.
Volvieron entonces las penurias materiales; aunque en menor cantidad, continuó la adquisición de obras por los aficionados. En 1939, llegó la guerra; se ocultó, debido a sus orígenes y muchos de sus trabajos desaparecieron o fueron destruidos. Luego pasaron los años, Indenbaum trabajó con discreción y es difícil de seguir su ascenso artístico,a causa de su carácter poco sociable y su horror a la publicidad. 

## Exposiciones y eventos

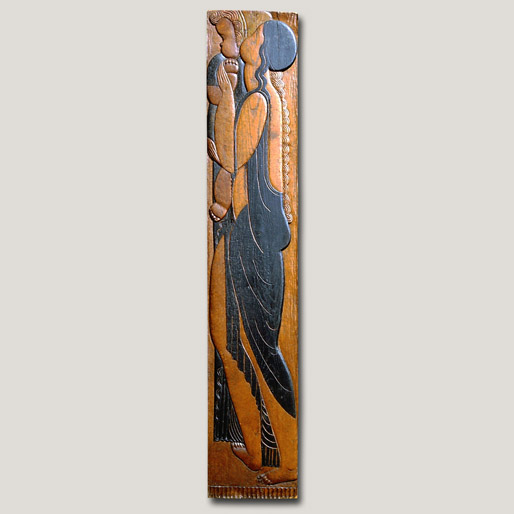
"Femme à l'enfant - Mujer y niño" de Indenbaum

Entre las exposiciones y eventos en los que participa señalar las siguientes:
- Inauguración en 1963 del « Groupe des 9» (Grupo de los 9), compuesto por Jean Carton, Raymond Corbin, Paul Cornet, Marcel Damboise, Léopold Cretz, Gunnar Nilsson, Jean Ossouf, Raymond Martin y él mismo.
- El mismo año, participó en Mennecy en la muestra titulada « Rendez-vous des Travailleurs et des Arts» en el centro de descanso de la fábrica Renault.[nota 2]
- En 1964, formó parte de la exposición "Veintidós escultores testimonio del hombre" en la Galerie Vendôme y se le rindió allí un homenaje por el Dr. Miller, coleccionista, Juliette Darle, poeta y crítico de arte, y por Jean Oissouf escultor.

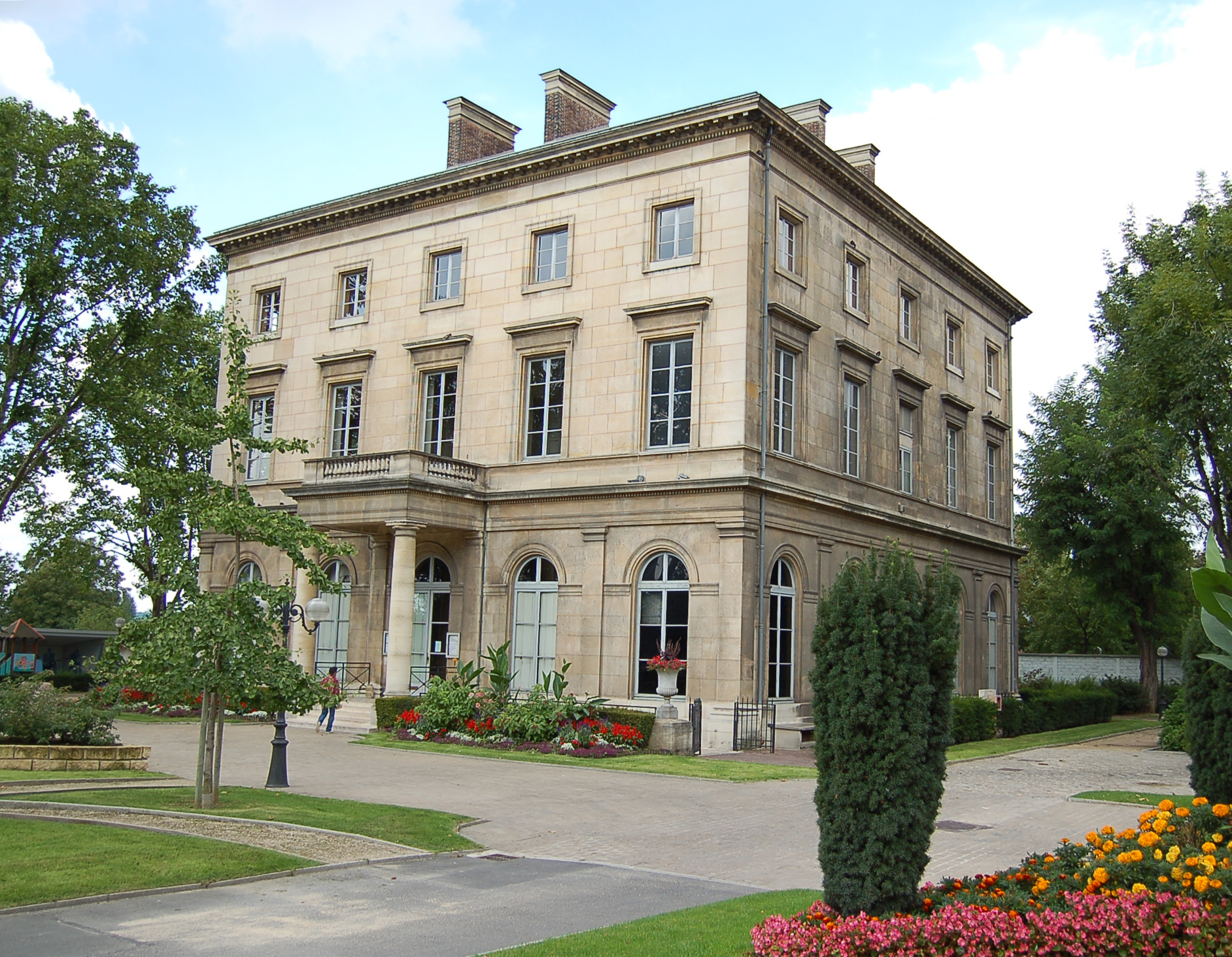
El Castillo de Saint-Ouen

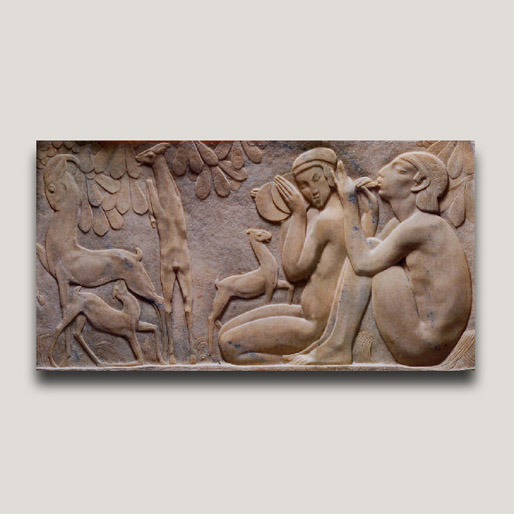
Musiciens et Antilopes - Músicos y antílopes por Indenbaum.

- En 1966, Juliette Darle escribió sobre las esculturas mostradas en el XX Salón de Saint-Denis :

« Las esculturas de "pequeño formato" de Indenbaum son obras maestras de la inteligencia, la sensibilidad y la invención plástica. Un gran escultor demasiado modesto, demasiado alejado, y despreocupado de mostrarse a sus contemporáneos. »

- En 1967 expuso en el primer festival de escultura contemporánea (Castillo de St Ouen)
- En 1968, se produce la consagración definitiva del artista: se le concedió el Premio Wildenstein otorgado por el Instituto de Francia.

## Obras
Entre las obras más conocidas de Léon Indenbaum se incluyen las siguientes:
- Musiciens et Antilopes - Músicos y antílopes, bajorrelieve en mármol rosa (1914), vendido por 3.638.250 € en octubre de 2004 (récord mundial para una obra de Artes decorativas del siglo XX ).